# روني دامكه
روني دامكه (بالألمانية: Rune Dahmke) مواليد 10 أبريل 1993 في كيل، هو لاعب كرة يد ألماني يلعب كجناح أيسر. يلعب حاليا مع نادي كيل لكرة اليد ويحمل الرقم 23. مثل منتخب ألمانيا لكرة اليد.

## سجل المنافسة
شارك في البطولات التالية:
- بطولة العالم لكرة اليد للرجال 2017
- بطولة أوروبا لكرة اليد للرجال 2016

## الإنجازات
- بطولة أوروبا لكرة اليد للرجال:
  -  ذهبية: بطولة أوروبا لكرة اليد للرجال 2016

## روابط خارجية
- روني دامكه على موقع الاتحاد الدولي لكرة اليد (الإنجليزية)
- روني دامكه على موقع الاتحاد الأوروبي لكرة اليد (الإنجليزية)
- روني دامكه على موقع الدوري الألماني لكرة اليد (الألمانية)
- روني دامكه على موقع نادي كيل لكرة اليد (الألمانية)
- روني دامكه على موقع اللجنة الأولمبية الدولية (الإنجليزية)
- روني دامكه على موقع اللجنة الأولمبية الألمانية (الألمانية)